# Wladimir Iwanowitsch Fedossejew

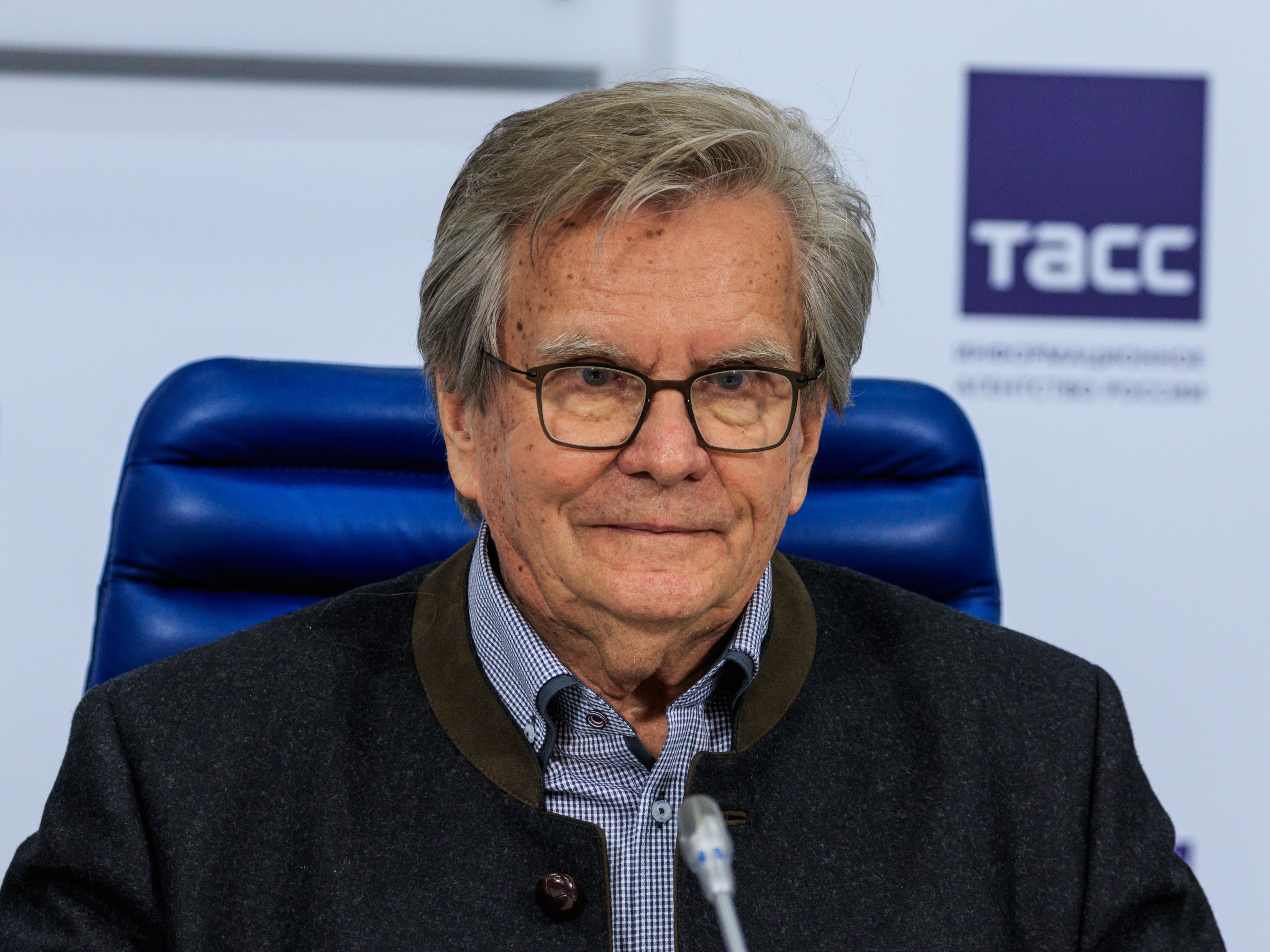
Wladimir Fedossejew (2017)

Wladimir Iwanowitsch Fedossejew (international Vladimir Fedoseyev; russisch Владимир Иванович Федосеев, wiss. Transliteration Vladimir Ivanovič Fedoseev; * 5. August 1932 in Leningrad) ist ein russischer Dirigent.

## Werdegang
Ersten Kontakt mit Musik erhielt er durch seinen Vater, der ein Amateur-Bajan-Spieler war. Während der Leningrader Blockade im Zweiten Weltkrieg gab er in Krankenhäusern seine ersten Konzerte. Durch Zufall überlebte er die Bombardierung des Zuges, der ihn aus dem blockierten Leningrad evakuieren sollte. Nach seiner Rückkehr trat er in die Mussorgski-Musikschule ein und begann mit dem bekannten Andrejew-Volksmusikorchester zu arbeiten. Danach setzte er seine Ausbildung bei Nikolaj Reznikow an der Moskauer Gnessin-Musikschule fort. 1959 wurde er der Chefdirigent des All Union Radio Russian Folk Instruments Orchestra. Seine Dirigiertechnik verbesserte er am Moskauer Konservatorium bei Leo Ginzburg. Auf Einladung von Jewgeni Mrawinski dirigierte Fedossejew ein Konzert mit den Leningrader Philharmonikern. Mit diesem Konzert gelang ihm der Durchbruch als Dirigent. Bereits 1974 wurde er künstlerischer Leiter und Chefdirigent des Moskauer Radio-Symphonieorchesters, dessen Chefdirigent er nun seit mehr als 45 Jahren ist. Mit Tourneen durch Europa, Asien und die USA machte er es weltbekannt.
1994 wurde er Chefdirigent der Wiener Symphoniker, ein Amt, das er bis Ende 2004 innehatte. Außerdem arbeitet er auch regelmäßig mit den bedeutenden Orchestern der Welt, unter anderem dem Symphonieorchester des Bayerischen Rundfunks, dem Gürzenich-Orchester Köln, dem Gewandhausorchester Leipzig, den Berliner Philharmonikern, dem Tonhalle-Orchester Zürich, den großen Pariser Orchestern, dem Tokyo Philharmonic Orchestra, dem Cleveland Orchestra, Detroit Symphony Orchestra und dem Pittsburgh Symphony Orchestra. Als Operndirigent war Wladimir Fedossejew häufig in Bregenz, Mailand, Wien, Florenz, Rom und Bologna tätig. Jährlich arbeitet er auch mit dem Opernhaus Zürich zusammen. In der Saison 2005/06 erregte er am Opernhaus Zürich viel Aufsehen, weil auf sein Drängen hin Schostakowitschs Lady Macbeth von Mzensk in der auf Druck durch die sowjetische Zensur vom Komponisten überarbeiteten Fassung (Katerina Ismailowa) auf das Programm gesetzt wurde. 2010 dirigierte er das seit 2006 alljährlich stattfindende Konzert zum Nationalfeiertag in Wien.

## Auszeichnungen
- 1973: Volkskünstler der RSFSR
- 1980: Volkskünstler der UdSSR
- 1989: Staatspreis der UdSSR
- 1996: Verdienstorden für das Vaterland 4. Klasse
- 1996: Großes Silbernes Ehrenzeichen für Verdienste um die Republik Österreich[1]
- 1999: Puschkin-Medaille
- 2002: Verdienstorden für das Vaterland 3. Klasse
- 2002: Goldenes Ehrenzeichen für Verdienste um das Land Wien
- 2005: Verdienstorden für das Vaterland 2. Klasse
- 2007: Goldmedaille der Internationalen Gustav Mahler Gesellschaft Wien[2]
- 2013: Orden der Ehre
- 2018: Verdienstorden für das Vaterland 1. Klasse[3]